# Џентинков дујкер
Џентинков дујкер (лат. Cephalophus jentinki) је врста дујкера. 

## Угроженост
Џентинков дујкер се сматра угроженом врстом.

## Распрострањење
Ареал врсте је ограничен на мањи број држава. 
Присутна је у следећим државама: Гвинеја, Либерија, Сијера Леоне и Обала Слоноваче.

## Станиште
Станиште врсте су шуме. 